# 콘노 아사미
콘노 아사미(일본어: 紺野あさ美, こんの あさみ, 1987년 5월 7일 ~ )는 옛 TV 도쿄의 아나운서이다. 옛 모닝구무스메 멤버. 제5기 멤버로 2001년 8월에 가입, 2006년 7월에 졸업했다. 홋카이도 삿포로시 도요히라구 출신이며, 2녀 중 장녀이다. 애칭은 콘콘(こんこん), 콘쨩(紺ちゃん), 오쟈마르(おじゃマル), 폰쨩(ポンちゃん).

## 인물·에피소드
- 가입목적은 '쯔지 노조미와 춤추고 노래하고 싶어서'. 가입 당시에는, 프로듀서인 층쿠 왈, '노래도 춤도 낙제점'이었다. 되지도 않으면서 '완벽합니다!'라는 말이 계기가 되었다.
- 헬로! 프로젝트 안에서 존경하고 있는 사람은 고토 마키이다('가라! 고롯키즈'에서).
- 눈을 뜬 채로 잔다(다른 멤버의 증언).
- 2006년 신춘 개최의 'Hello! Project 2006 Winter ～원더풀 하츠～에서 의상에 붙여진 번호는 '53'(콘노의 '코' = 5, 아사미의 '미' = 3)
- 개인적으로도 만나기도하고 인스타그램의 친구이기도한 미요시 에리카와 사이가 좋다.

### 캐릭터·좋아하는 것
- 헬로! 프로젝트 안에서 제일 식성이 좋다.
- 하지만, 천천히 맛을 음미하면서 먹기 때문에 먹는 속도는 느리다.
- 좋아하는 음식은 고구마와 감자, 호박이다.

### 수재 캐릭터
- 삿포로에서 중학교를 다닐 때에는 성적이 좋아서, 전교 5위권에 들 정도로 우등생이었다.
- 당시 모닝구무스메 전원이 출연한 TV 프로그램 메챠x2 이케테루(약칭, 메챠이케)의 특별방송 '사립 오카무라 여자 고등학교.'의 오카죠 기말시험에서는 1위의 성적을 차지했다.
- 일본한자능력검정 3급 취득.
- 고등학교 졸업정도 인정시험(대한민국의 고등학교 졸업 검정고시에 해당)을 단번에 합격했다.
- 2006년 12월에는 게이오대학 환경정보학부에 합격했다.
- 대학 졸업 후, 2011년 4월 TV 도쿄에 아나운서로서 입사했다.

## 운동 에이스
- 상기의 수재 캐릭터가 주목을 받아 잘 알려져 있지는 않으나, 스포츠도 잘 하며, Hello! Project SPORTS FESTIVAL 2006에서 MVP를 획득하기도 했다. 하지만 철봉은 무리.
- 중학교 시절에는 육상부에 소속.
  - 본인의 발언으로 1500m 달리기의 최고 기록은 5분 25초.
  - 장거리는 잘 하나, 단거리는 헬로! 프로젝트 내에서도 느린 편.
- 가라테를 했으며, 중학교 1학년 때, 삿포로 시 대회에서 우승한 경험이 있다. 본인 왈, '꽤 강했어요'라고.
- 소학생 시절, 남학생들과 같이 놀며, 피구에서 괴력을 발휘했었다고 한다.
- 풋살팀 갓타스 브릴리언티스 H.P.에서는 고레이로(골키퍼)를 맡고 있다.
  - 등번호는 2003년에는 '1'이었지만, 2004년 이후로는 '12'. 처음은 대기 선수였지만 점차 키퍼로서의 실력이 향상되어, 2005년 이후로는 선발로 경기에 뛰는 일도 많아졌다.
  - 출장 경기 수는 55경기이며, 그 중 48경기가 선발출장이다.
  - 특히 강한 어깨를 살린 골 막기로 정평이 나 있다.
  - '별로 화낸 적이 없다'고, 동기인 세 명은 그녀가 화를 내는 모습을 보지 못했으나, 풋살에서는 돌변하여 눈빛이 변한다. 풋살 공식전에서의 기용방침을 두고 논쟁을 벌이던 중, 주장이던 요시자와 히토미 앞에서 참지못하고 감정을 폭발시킨 일도 있다.

## 약력

### 헬로! 프로젝트 시대
2001년
- 8월 26일 - LOVE 오디션 21에서 다카하시 아이, 오가와 마코토, 니이가키 리사와 같이 합격.
- 10월 - 우타방(TBS 음악프로)의 녹화 촬영중 12바늘을 꿰매는 부상을 당함.

2002년
- 5월 - 뮤지컬 모닝타운에서 제2부 주인공으로 발탁.
- 9월 - 니이가키 리사, 메론키넨비의 시바타 아유미와 같이 탄포포 가입.

2003년
- 6월 - TV 드라마 '여기는 혼이케가미서'에 소고 후우카 역으로 게스트 출연.
- 7월 - 이시카와 리카를 대신하여, 후지모토 미키와 서포트 멤버로써 컨트리무스메에 참가.

2004년
- 9월 - 팬클럽 회원 한정으로 발매된 DVD '베스트샷 Vol.3'에 パパに似ている彼(모닝구무스메 2집 앨범 수록곡) 콘노 솔로 버전이 수록됨.
- 12월 - 도쿄 모자 구락부 주최의 모자 그랑프리 2004에서 여성 부문 1위 획득.

2005년
- 8월 - 풋살 대회 '스카이락 그룹 모험왕 리그' 예선에서 왼손을 삐게되어, 결승 토너먼트에는 결장.

2006년
- 4월 28일 - 대학진학을 위해 고등학교 졸업정도 인정 시험을 보게되어, 이를 위해 7월에 모닝구무스메 및 헬로! 프로젝트를 졸업한다고 소속사가 발표.
- 7월 20일 - 오다이바 모험왕 2006 공개연습을 마지막으로 풋살팀 Gatas Brilhantes H.P. 이탈.
- 7월 23일 - 모닝구무스메 및 헬로! 프로젝트 동시 졸업. 연예 활동 중지.
- 12월 18일 - 게이오기주쿠 대학 환경정보학부에 자기 추천전형으로 합격.

2007년
- 1월 28일 - 요코하마 아레나에서 개최된 'Hello! Project 2007 Winter ~집결! 10th Anniversary~'에서 헬로! 프로젝트를 졸업하는 컨트리무스메의 아사미와 미우나를 격려하기 위해 급히 달려와, 반년 만에 무대에 섰다.
- 6월 18일 - 연예계 복귀. 갓타스에도 복귀, 가수 복귀가 발표됨.
- 7월 15일 - 헬로! 프로젝트 콘서트에서 온가쿠갓타스의 일원으로 헬로! 프로젝트 복귀.

2009년
- 3월 31일 - 헬로! 프로젝트를 졸업. 다음 달부터 신팬클럽 M-line club에 소속된다(온가쿠갓타스 내포).
- 8월 - 후지TV의「아나운서 1일 무료 체험 강좌」를 수강.

2010년
- 2월 - TV 도쿄에 여자 아나운서로서 내정.
- 10월 1일 - TV 도쿄 아나운서 2011년 봄 입사 내정을 정식 발표[1].
- 12월 7일 · 8일 -「콘노 아사미 FC 이벤트 ~콘노는 내일로부터도 콘노입니다~」를 마지막으로 연예 활동을 종료.

2011년
- 3월 31일 - Gatas Brilhantes H.P.를 졸업[2].

### TV 도쿄 입사 후
2011년
- 4월 1일 - TV 도쿄의 입사식에 출석해 같은 국의 아나운서가 되었다[3][4].
- 4월 4일 -「월드 비즈니스 새틀라이트」에 TV 도쿄 신입사원으로서 출연하였다[5].
- 4월 13일 - TV 도쿄 사이트 내에 프로필이 게재되어 블로그를 개시하였다.
- 5월 31일 - TV 도쿄 사이트 내에서 자기 소개 동영상을 공개.
- 7월 1일 -「프리미어 음악제 2011 여름」전설로 아나운스 업무 개시.
- 7월 7일 - 당일 방송의「7 스튜디오 Bratch!」및「NEWS FINE」의「킷자니아 도쿄」중계로 처음 맡았다.
- 7월 10일 - 동기 우에다 모에코와「여름 휴가의 스스메!「사마바케」키즈의 모험」에 출연.
- 7월 11일 -「메이저 리그 중계 트인즈 vs 화이트 삭스」에서 스포츠 프로그램 데뷔. 또, 동기 우에다와 팀을 이룬 첫 레귤러 프로그램이 되는「모에×콘」이 스타트.
- 7월 15일 -「뉴스 모닝 새틀라이트」로 서브 캐스터를 맡는다(다키이 레이노 대리).
- 9월 29일 - 일본 무도관에서 개최되는「모닝구무스메 콘서트 투어 2011 가을 사랑 BELIEVE ~다카하시 아이 졸업기념 스페셜~」에 오가와 마코토와 함께 스페셜 게스트로서 출연하였다[6].
- 10월 1일 - neo sports에 선배 아나운서의 아이우치 유카와 교대하는 형태로 토요일의 레귤러 캐스터로서 취임하였다.

2012년
- 3월 25일 ~ 4월 1일 - 제51회 세계 탁구 선수권 단체전( 독일 도르트문트)중계 리포터.

2014년
- 4월 24일 - 컨디션 불량을 이유로 이달부터 휴양 중인 것을, 다카하시 유이치 사장이 정례 기자 회견에서 공표했다. 방송 복귀 시기는 미정.
- 7월 1일 - 직장 복귀.
- 7월 20일 -「여기는! 링링 상담실 7」에서 프로그램 복귀.

2015년
- 5월 4일 -「콘노, 지금부터 춤출래」에 출연(가수 겸 배우 다카하시 아이와 솔로 니이가키 리사와 모닝구무스메와 함께 출현).

2017년
- 1월 10일 - 프로야구 도쿄 야쿠르트 스왈로스 투수의 스기우라 토시히로와 동년 1월 1일에 결혼을 했다는 것을 발표.
- 1월 28일 - 가정 우선이니, 그 해 3월 말로써 TV 도쿄를 퇴사한다고 발표했다.
- 5월 31일자로 정식으로 TV 도쿄를 퇴사.

### TV 도쿄 퇴사 후
2017년
- 7월 10일 - 남편의 스기우라와에 제1아이를 임신한 것을 보고.
- 8월 15일 - 아메바 블로그에서 블로그 개시.
- 9월 15일 - 제1아이(여아)를 출산했다고 발표.

2019년
- 2월 26일 - 제2아이(남아)를 출산했다고 발표.

## 헬로! 프로젝트 시대의 소속 유닛
- 모닝구무스메。(2001년 - 2006년)
- 탄포포 (2002년 - 2006년)
- 셔플 유닛
  - 오도루♥11 (2002년)
  - 11WATER (2003년)
  - H.P.올스타즈 (2004년)
- 포키 걸즈 (2002년, 글리코 포키 광고 캐릭터)
- 컨트리무스메에 콘노와 후지모토（모닝구무스메。） (2003년 - 2006년)
- 모닝구무스메。사쿠라구미 (2003년 - 2006년)
- Gatas Brilhantes H.P. (2003년 - 2006년, 2007년 - 2011년)
- 온가쿠갓타스 (2007년 - 2011년)

## 같이 보기
- 헬로! 프로젝트
- M-line club
- Gatas Brilhantes H.P.
- 온가쿠갓타스